# Dryopteris liyangensis
Dryopteris liyangensis là một loài thực vật có mạch trong họ Dryopteridaceae. Loài này được Ching & Y.C. Lan miêu tả khoa học đầu tiên năm 1977.